# 신고촌 (이바라키현)
신고촌(新郷村)은 이바라키현 니시카쓰시카군·사시마군에 일찍이 존재했던 촌이다.

## 지리
현재의 고가시 남서부에 해당한다.

## 역사
- 1889년 4월 1일 - 정촌제 시행에 의해 니시가쓰시카군 신고촌이 성립하였다.
- 1896년 3월 29일 - 니시가쓰시카군, 사시마군이 통합해 사시마군이 되었다.
- 1955년 3월 15일 - 고가시에 편입해, 동일 신고촌은 폐지되었다.
- 2005년 9월 12일 - 고가 시와 사시마 군 소와 정, 산와 정을 합병해, 새로운 고가시가 성립하였다.

## 인구
| 1891년 | 3,706 |
| 1920년 | 3,855 |
| 1935년 | 4,185 |
| 1950년 | 5,860 |

## 교통

### 철도
- 동일본 여객철도 도호쿠 본선(우쓰노미야 선)

### 도로
- 1급국도
  - 국도 제4호선

## 참고문헌
- 大日本篤農家名鑑編纂所編『大日本篤農家名鑑』大日本篤農家名鑑編纂所、1910年。
- 加藤紫泉『新代議士名鑑』国民教育会、1924年。
- 茨城県教育会編『茨城大観』協文社、1936年。
- 角川日本地名大辞典編纂委員会『가도카와 일본 지명 대사전 8 茨城県』、가도카와 쇼텐、1983年 ISBN 4040010809。
- 角川日本地名大辞典編纂委員会『가도카와 일본 지명 대사전 11 埼玉県』、가도카와 쇼텐、1980年 ISBN 4040011104。
- 日本加除出版株式会社編集部『全国市町村名変遷総覧』、日本加除出版、2006年、ISBN 4817813180。